# Zuheir Mohsen
Zuheir Mohsen (em árabe: زهير محسن, Tulcarém, 1936 — Cannes, 25 de julho de 1979) foi um líder palestino da facção as-Sa'iqa, controlada pela Síria, entre 1971 e 1979. Mohsen também foi membro do Comando Nacional do Partido Ba'ath.
Mohsen foi assassinado a tiros quando saiu de um cassino em Cannes e caminhava ao seu apartamento; embora várias fontes atribuíssem o ataque ao Mossad, a palestinos ou a egípcios, o atirador nunca foi identificado.